# Titularerzbistum Lemnus
Lemnus  (ital.: Lemno) ist ein Titularerzbistum der römisch-katholischen Kirche.
Es geht zurück auf ein früheres Bistum auf der Insel Limnos in der Ägäis, die in der Spätantike zur römischen Provinz Insulae gehörte. Das Bistum gehörte der Kirchenprovinz Rhodos an.
| Titularerzbischöfe von Lemnus |                               |                                                                                          |                 |                   |
| Nr.                           | Name                          | Amt                                                                                      | von             | bis               |
| 1                             | Pasquale Gagliardi            | emeritierter Erzbischof von Manfredonia und Vieste (Italien)                             | 1. Oktober 1929 | 11. Dezember 1941 |
| 2                             | Gabriel-Marie Garrone         | Koadjutorerzbischof von Toulouse-Narbonne-Saint Bertrand de Comminges-Rieux (Frankreich) | 24. April 1947  | 5. November 1956  |
| 3                             | William Thomas Porter SMA     | emeritierter Erzbischof von Cape Coast (Ghana)                                           | 15. Mai 1959    | 16. Juni 1966     |
| 4                             | François-Marie-Joseph Poirier | emeritierter Erzbischof von Port-au-Prince (Haiti)                                       | 18. August 1966 | 23. Januar 1976   |